# Final Examination
Final Examination es una película estadounidense de terror y suspenso de 2003 dirigida por Fred Olen Ray (acreditado como Ed Raymond) y protagonizado por Kari Wuhrer, Brent Huff y Debbie Rochon.

## Argumento
Un oficial de policía falla en la persecución de un traficante de drogas en Los Ángeles, por lo que su jefe Hugh Janus lo transfiere a Hawái por razones disciplinarias. En la isla, algunas exalumnas de la hermandad de mujeres "Omeaga Kappa Omega" están reunidas en un hotel de lujo. Las jóvenes han sido invitadas a una sesión de fotos eróticas que está organizada por Derek Simmons, el editor de la revista Cavalier. Poco después de su llegada, Terri Walker, una de las exalumnas, es estrangulado en la piscina mientras su amigo William Culp estaba ausente por algunos minutos. El detective Newman comienza a investigar el asesinato junto con su nueva colega Julie Seska y el forense Ferguson.

## Reparto
- Kari Wührer como Julie Seska.
- Brent Huff como Shane Newman.
- Debbie Rochon como Taylor Cameron.
- Amy Lindsay como Kristen Neal.
- Belinda Gavin como Megan Davidson.
- Ted Monte como Sam Kincaid.
- Jim Valdez como Detective James.
- Richard Gabai	como Ferguson.
- Marc Vahanian	como Detective Marks.
- Kathy Cullis como Miss Pratt.
- Robert Donovan como Profesor Andrews.
- Kalau Iwaoka como Amanda Galvin.
- Michael Lloyd	como Charlie Wilson.
- Kim Maddox como Terri Walker.
- Bill Langlois Monroe como Drug Dealer.
- Winton Nicholson como Derek Simmons.
- Jen Nikolaisen como Rachel Kincaid.
- Tom Penny como Riley.
- Jay Richardson como Hugh Janus.
- Jade Rutane-Babey como Rita.
- Jason Schnuit	como William Culp.

## Lanzamiento
La película fue lanzada el 3 de enero de 2003 en formato directo a vídeo.